# Client/Server Runtime SubSystem
 (octobre 2018).
Si vous disposez d'ouvrages ou d'articles de référence ou si vous connaissez des sites web de qualité traitant du thème abordé ici, merci de compléter l'article en donnant les références utiles à sa vérifiabilité et en les liant à la section « Notes et références ».
Le sous - système d'exécution du client (Client/Server Runtime SubSystem), ou csrss.exe, est un composant de la famille de systèmes d'exploitation Windows NT qui fournit le côté utilisateur du sous - système Win32 en mode utilisateur. 
Il est inclus dans Windows NT 3.1 et les versions ultérieures. Étant donné que la plupart des opérations du sous-système Win32 ont été déplacées vers des pilotes en mode noyau sous Windows NT 4.0 et versions ultérieures, CSRSS est principalement responsable de la gestion de la console Win32 et de la fermeture de l'interface graphique. Il est essentiel au fonctionnement du système. Par conséquent, mettre fin à ce processus entraînera une défaillance du système. Dans des circonstances normales, CSRSS ne peut pas être arrêté à l'aide de la commande taskkill ou du gestionnaire des tâches Windows, bien que cela soit possible sous Vista si le gestionnaire de tâches est exécuté en mode Administrateur. Sous Windows 7 et versions ultérieures, le Gestionnaire des tâches informe l'utilisateur que la fin du processus peut entraîner une défaillance du système et lui demande s'il souhaite continuer.

## Détails techniques
CSRSS s'exécute en tant que service système en mode utilisateur. Lorsqu'un processus en mode utilisateur appelle une fonction impliquant des fenêtres de console, une création de processus / thread ou un support côte à côte, au lieu d'émettre un appel système, les bibliothèques Win32 (kernel32.dll, user32.dll, gdi32.dll) appel inter-processus au processus CSRSS qui effectue la majeure partie du travail actuel sans compromettre le noyau. Le gestionnaire de fenêtres et les services GDI sont gérés par un pilote en mode noyau (win32k.sys). 
CSRSS est appelé avec winlogon.exe au démarrage de Windows. Si l’un des fichiers est corrompu ou inaccessible, le noyau NT arrêtera le processus de démarrage avec un écran bleu de la mort. Cela est dû à une incapacité à sortir du mode noyau et à passer en mode utilisateur, le fonctionnement normal de Windows. Le code d'erreur pour cette erreur est 0xc000021a.
Dans Windows 7 et versions ultérieures, au lieu de dessiner les fenêtres de la console, CSRSS génère des sous-processus conhost.exe pour dessiner les fenêtres de la console pour les programmes en ligne de commande avec les autorisations de cet utilisateur.

## Histoire
La série de versions Windows NT 3.x avait placé le composant Graphics Device Interface dans CSRSS, mais il a été déplacé en mode noyau avec Windows NT 4.0 pour améliorer les performances graphiques. Le processus de démarrage de Windows à partir de Vista a considérablement changé. Deux instances de csrss.exe s'exécutent sous Windows 7 et Vista.